# 1196
| [ Edytuj tabelę ]                |                                                                |
| Książę Małopolski                | - 1194 Leszek Biały 1198                                       |
| Książę Wielkopolski              | - 1182 Mieszko III Stary 1202                                  |
| Król Angkoru                     | - 1181 Dżajawarman VII 1218                                    |
| Król Anglii                      | - 1189 Ryszard I Lwie Serce 1199                               |
| Król Aragonii i hrabia Barcelony | - 1164 Alfons II Aragoński 1196 - 1196 Piotr II Katolicki 1213 |
| Książę Bawarii                   | - 1183 Ludwik I 1231                                           |
| Margrabia Brandenburgii          | - 1184 Otto II 1205                                            |
| Książę Burgundii                 | - 1192 Eudes III 1218                                          |
| Cesarz Bizancjum                 | - 1195 Aleksy III Angelos 1203                                 |
| Car Bułgarii                     | - 1187 Asen I 1196 - 1196 Teodor-Piotr 1197                    |
| Cesarz Chin                      | - 1194 Song Ningzong 1224                                      |
| Władca Cypru                     | - 1194 Amalryk II 1205                                         |
| Książę Czech                     | - 1193 Władysław III Henryk 1197                               |
| Król Danii                       | - 1182 Kanut VI 1202                                           |
| Władca Egiptu                    | - 1193 Al-Aziz Usman 1198                                      |
| Cesarz Etiopii                   | - 1189 Gebre Meskel 1229                                       |
| Król Francji                     | - 1180 Filip II August 1223                                    |
| Król Gruzji                      | - 1184 Tamara 1213                                             |
| Hrabia Holandii                  | - 1190 Dirk VII 1203                                           |
| Cesarz Japonii                   | - 1183 Go-Toba 1198                                            |
| Kalif                            | - 1180 An-Nasir 1225                                           |
| Król Kastylii                    | - 1158 Alfons VIII Szlachetny 1214                             |
| Patriarcha Konstantynopola       | - 1191 Jerzy II Ksyfilin 1198                                  |
| Władca Korei                     | - 1170 Myŏngjong 1197                                          |
| Król Leónu                       | - 1188 Alfons IX 1230                                          |
| Kalif Maroka                     | - 1184 Jakub al-Mansur 1199                                    |
| Król Nawarry                     | - 1194 Sanczo VII 1234                                         |
| Król Norwegii                    | - 1177 Sverre Sigurdsson 1202                                  |
| Hrabia Palatynatu                | - 1195 Henryk V z Welf 1211                                    |
| Papież                           | - 1191 Celestyn III 1198                                       |
| Król Portugalii                  | - 1185 Sancho I 1211                                           |
| Sułtan Rumu                      | - 1192 Kaj Chusrau I 1196 - 1196 Sulajman II 1204              |
| Książę Rusi halickiej            | - 1189 Włodzimierz II 1199                                     |
| Książę Saksonii                  | - 1180 Bernard III 1212                                        |
| Król Szkocji                     | - 1165 Wilhelm I 1214                                          |
| Król Szwecji                     | - 1173 Knut Eriksson 1196 - 1196 Swerker II Młodszy 1208       |
| Doża Wenecji                     | - 1192 Enrico Dandolo 1205                                     |
| Król Węgier                      | - 1172 Bela III 1196 - 1196 Emeryk 1204                        |

Rok 1196 / MCXCVI
stulecia: XI wiek ~
XII wiek ~
XIII wiek

lata: 1186 «
1191 «
1192 «
1193 «
1194 «
1195 «
1196
» 1197
» 1198
» 1199
» 1200
» 1201
» 1206

## Wydarzenia w Polsce
- Wambierzyce uzdrowienie niewidomego przy figurce Matki Boskiej

## Wydarzenia na świecie
- Europa
  - początek walk o tron węgierski pomiędzy potomkami Beli III[1].
  - Zjazd książąt Rzeszy Niemieckiej (Hoftag) w Würzburgu -  elekcja Fryderyka II Hohenstaufa na króla Niemiec oraz nieudana próba wprowadzenia w Niemczech monarchii dziedzicznej podjęta przez jego ojca, cesarza Henryka VI Hohenstaufa.

## Urodzili się
- Henryk II Pobożny, książę legnicki, krakowski i wielkopolski (ur. 1196/1207; zm. 1241)

## Zmarli
- 8 kwietnia – Knut Eriksson, król Szwecji (ur. ?)
- 23 kwietnia – Bela III, król Węgier i Chorwacji (ur. 1148)
- 25 kwietnia – Alfons II Aragoński, hrabia Barcelony i król Aragonii (ur. 1157)
- 1 sierpnia – Szymon z Limburga, biskup Liège (ur. ok. 1177)
- data dzienna nieznana :
  - Henryk IV Ślepy, hrabia Luksemburga (ur. 1112)
  - Minh Trí – wietnamski mistrz thiền ze szkoły vô ngôn thông (ur. ?)
  - Mrokota z rodu Leszczyców – biskup poznański (ur. ?)
  - Warcisław II Świętoborzyc – kasztelan szczeciński (ur. ok. 1135)